# كأس المثابرة 2002
وهي سابع بطولة كأس السوبر في العراق والتي تقام بين بطل بطولة الدوري وبطولة الكأس.
وفاز بلقب هذه البطولة نادي الطلبة (بطل الدوري والكأس) بعد فوزه على نادي القوة الجوية (وصيف بطل الدوري) (2-1) بعد التمديد إلى أوقات إضافية.
أقيمت المباراة يوم 30 آب 2002، سجل أهداف المباراة فوزي عبد السادة لنادي الطللبة (90° ، 96°) ووليد ضهد (34°) لنادي القوة الجوية.